# Rue Thiers (Paris)
Pour les articles homonymes, voir Rue Thiers et Thiers (homonymie).
Ne doit pas être confondu avec Square Thiers.
La rue Thiers est une voie du 16e arrondissement de Paris, en France.

## Situation et accès
La rue Thiers est une voie publique située dans le 16e arrondissement de Paris se trouvant au sein du quartier résidentiel de très haut standing dit « quartier de la Porte-Dauphine ». Elle débute au 156, avenue Victor-Hugo et se termine au 51, rue Spontini.

## Origine du nom
Elle est nommée d'après Adolphe Thiers (1797-1877), avocat, journaliste, historien et homme d'État français, qui fit construire autour de Paris l'enceinte qui porte son nom.

## Historique
Cette voie a été ouverte sous sa dénomination actuelle en 1910 et classée dans la voirie de Paris par un arrêté du 7 février 1933.

## Bâtiments remarquables et lieux de mémoire
- No 5 : l'homme d'État chinois Zhou Enlai a demeuré dans l'hôtel Thiers (aujourd'hui détruit) de novembre 1923 à janvier 1924[3].